# Albert Albrier
Jacques Antoine Charles Albert Albrier, né le 5 octobre 1846 à Arnay-le-Duc et mort le 19 octobre 1878 à Mont-Saint-Jean, est un écrivain et historien français.

## Biographie
Albert Albrier se passionne pour l'histoire de sa province dès son plus jeune âge.
Propriétaire rentier, il étudie la paléographie et fonde en 1868 un périodique intitulé La Bourgogne, qui ne devait pas survivre à la guerre de 1870.
Correspondant de plusieurs sociétés savantes, il est élu notamment membre correspondant de l'Académie des sciences, belles-lettres et arts de Savoie en 1875 ou encore de la Société savoisienne d'histoire et d'archéologie, il publie de nombreux travaux d'histoire, de paléontologie (notamment ceux d'Henry Testot-Ferry et d'Adrien Arcelin, inventeurs des gisements préhistoriques de la Roche de Solutré) et de généalogie ; certains restèrent inachevés du fait de sa mort en 1878.
On lui doit, entre autres, une étude sur les maires de la ville d'Arnay-le-Duc et une biographie d'Henry Testot-Ferry en 1870.

## Publications
- La noblesse Savoisienne aux États de Bourgogne
- Les naturalisés de Savoie en France de 1814 à 1848, Chambéry, Impr. d'A. Bottero, 1878, 224 p. (lire en ligne).
- Les Maires de la Ville d'Arnay-le-Duc, Imprimerie J.-E. Rabutot, Dijon, 1868. 2e édition mise à jour par Tristan Maya, Éditions Guénégaud, 1985